# Знаки почтовой оплаты Украины (1999)
Знаки почтовой оплаты Украины (1999) — перечень знаков почтовой оплаты (почтовых марок), введённых в обращение почтой Украины в 1999 году.
В 1999 году было выпущено 58 памятных (коммеморативных) почтовых марок. Тематика марок охватывала юбилеи выдающихся деятелей культуры, памятники архитектуры Украины, знаменательные даты, виды представителей фауны и флоры и другие сюжеты. В обращение поступили марки номиналом от 0,1 до 5 гривен. Почтовые марки № 257, 258, 259, 263 и 264 были напечатаны банкното-монетным двором Национального банка Украины, а все остальные напечатаны государственным предприятием «Полиграфический комбинат Украина».

## Список коммеморативных марок
Порядок следования элементов в таблице соответствует номеру по каталогу марок Украины на официальном сайте Укрпочты (укр. КМД УДППЗ «Укрпошта»), в скобках приведены номера по каталогу «Михель».
| № по каталогу                                                                                   | Изображение | Описание и источники | Номинал                         | Дата выпуска          | Тираж     | Художник                                                               |
| ----------------------------------------------------------------------------------------------- | ----------- | --- | ------------------------------- | --------------------- | --------- | ---------------------------------------------------------------------- |
| № 235 (Mi #295)                                                                                 |             | Сергій Параджанов (1924—1990) з купоном. с укр. — «Сергей Параджанов (1924—1990) с купоном». | 0,40 гривны                     | 27 февраля 1999 года  | 200 000   | Алексей Штанко                                                         |
| № 236 (Mi #296)                                                                                 |             | Володимир Івасюк (1949—1979). с укр. — «Владимир Ивасюк (1949—1979)». | 0,30 гривны                     | 4 марта 1999 года     | 200 000   | В. Евтушенко                                                           |
| № 237 (Mi #297) № 238 (Mi #298) № 239 (Mi #299) № 240 (Mi #300)                                 |             | Зчіпка «Золото скіфів»: Накладка до гориту. IV ст. до н. е.; Вепр. IV ст. до н. е.; Лосеня. VI—V ст. до н. е.; Пектораль. IV ст. до н. е. с укр. — «Сцепка «Золото скифов»: - Накладка на горит (IV век до н. э.) - Вепрь (IV век до н. э.) - Лосёнок (VI—V век до н. э.) - Пектораль (IV век до н. э.)». | 0,20 0,40 0,50 1,00 гривна      | 20 марта 1999 года    | 100 000   | Александр Калмыков                                                     |
| № 241 (Mi #301)                                                                                 |             | Веснянки, гаївки. с укр. — «Веснянки, гаилки». | 0,30 гривны                     | 7 апреля 1999 года    | 200 000   | Юрий Митченко                                                          |
| № 242 (Mi #302) № 243 (Mi #303)                                                                 |             | Зчіпка «Європа». Національний природний парк «Синевир»: Дерев'яні скульптури; Харіус європейський. с укр. — «Сцепка «Европа»: - Национальный природный парк «Синевир» деревянные скульптуры - Хариус европейский (Thymallus thymallus)». | 0,50 1,00 гривна                | 24 апреля 1999 года   | 200 000   | Юрий Митченко                                                          |
| № 244 (Mi #304)                                                                                 |             | Панас Мирний (1849—1920). с укр. — «Панас Мирный (1849—1920». | 0,40 гривны                     | 13 мая 1999 года      | 200 000   | Александр Ивахненко                                                    |
| № 245 (Mi #305)                                                                                 |             | Оноре де Бальзак (1799—1850). с укр. — «Оноре де Бальзак (1799—1850)». | 0,40 гривны                     | 20 мая 1999 года      | 200 000   | Геннадий Кузнецов                                                      |
| № 246 (Mi #306)                                                                                 |             | 50 років Раді Європи. с укр. — «50-летие Совета Европы». | 0,40 гривны                     | 22 мая 1999 года      | 200 000   | С. И. Лукьяненко                                                       |
| № 247 (Mi #307)                                                                                 |             | О. С. Пушкін з купоном: на марці — портрет Пушкіна роботи Айвазовського, на купоні — автопортрет. с укр. — «А. С. Пушкин с купоном: на марке — портрет работы Айвазовского, на купоне — автопортрет». | 0,40 гривны                     | 6 июня 1999 года      | 200 000   | по рис. И. К. Айвазовского и А. С. Пушкина (оформление В. С. Митченко) |
| № 248 (Mi #308) № 249 (Mi #309)                                                                 |             | Зчіпка серії «Суднобудування в Україні»: байдак; козацька «чайка». с укр. — «Сцепка «Судостроение на Украине»: - байдак - казацкая чайка». | 0,30 гривны                     | 26 июня 1999 года     | 200 000   | В. В. Руденко                                                          |
| № 250 (Mi #310)                                                                                 |             | Блок «Ярослав Мудрий». с укр. — «Блок «Ярослав Мудрый»». | 1,20 гривны                     | 2 июля 1999 года      | 50 000    | Алексей Штанко                                                         |
| № 251 (Mi #311)                                                                                 |             | 800 років Галицько-Волинській державі. с укр. — «800 лет Галицко-Волынскому княжеству». | 0,50 гривны                     | 27 июля 1999 года     | 200 000   | Алексей Штанко                                                         |
| № 252 (Mi #312) № 253 (Mi #313)                                                                 |             | Зчіпка «100 років Національному художньому музею України», дві марки з купоном: Юрій Змієборець, XV ст.; Мурашко О. О. «Портрет дівчини у червоному капелюсі». с укр. — «Сцепка «100-летие Национального художественного музея Украины», две марки с купоном: - Юрий Змееборец (XV век) - Мурашко А. А. «Портрет девушки в красной шляпке»». | 0,30 0,60 гривны                | 27 июля 1999 года     | 200 000   | Александр Калмыков                                                     |
| № 254 (Mi #314)                                                                                 |             | Бджола. с укр. — «Пчела». | 0,30 гривны                     | 7 августа 1999 года   | 200 000   | Катерина Штанко                                                        |
| № 255 (Mi #316)                                                                                 |             | 1100 років місту Полтаві. с укр. — «Город Полтава — 1100 лет». | 0,30 гривны                     | 14 августа 1999 года  | 200 000   | Александр Калмыков                                                     |
| № 256 (Mi #315)                                                                                 |             | 125 років Всесвітньому поштовому союзу. с укр. — «125 лет Всемирному почтовому союзу». | 0,30 гривны                     | 14 августа 1999 года  | 200 000   | Николай Кочубей                                                        |
| № 257 (Mi #317)                                                                                 |             | Нагороди України. Відзнака Президента України: Орден княгині Ольги. с укр. — «Награды Украины. Знак отличия президента Украины «Орден княгини Ольги»». | 0,30 гривны                     | 17 августа 1999 года  | 1 000 000 | Владимир Таран, Алексей Харук                                          |
| № 258 (Mi #318) № 259 (Mi #319)                                                                 |             | Нагороди України. Блок «Відзнака Президента України: Герой України» Орден Держави; Орден «Золота Зірка». с укр. — «Награды Украины. Блок «знак отличия президента Украины: Герой Украины» - Орден Государства - Орден «Золотая Звезда»». | 2,50 гривны                     | 17 августа 1999 года  | 50 000    | Владимир Таран, Алексей Харук                                          |
| № 260 (Mi #320)                                                                                 |             | Блок «Святогорська Зимненська чудотворна ікона Божої Матері». с укр. — «Блок «Святогорская Зимненская чудотворная икона Божьей Матери»». | 1,20+0,10 гривны                | 4 сентября 1999 года  | 50 000    | В. Евтушенко                                                           |
| № 261 (Mi #321) № 262 (Mi #322)                                                                 |             | Зчіпка Українсько-польське співробітництво в галузі охорони навколишнього середовища в міжн-му біосферному заповіднику «Східні Карпати», спільний випуск Україна-Польща: Олень благородний; Кіт лісовий. с укр. — «Сцепка «Украинско-польское сотрудничество в области охраны окружающей среды в международном биосферном заповеднике „Восточные Карпаты“», совместный выпуск Украина—Польша: - Олень благородный (Cervus elaphus) - Кот лесной (Felis silvestris)».                                                  | 1,40 гривны                     | 22 сентября 1999 года | 200 000   | Александр Кошель, Ян Бродовский (Польша)                               |
| № 263 (Mi #323)                                                                                 |             | Національний банк України. с укр. — «Национальный банк Украины». | 3,00 гривны                     | 28 сентября 1999 года | 200 000   | Владимир Таран, Алексей Харук                                          |
| № 264 (Mi #324)                                                                                 |             | Блок «Національний банк України». с укр. — «Блок «Национальный банк Украины»». | 5,00 гривень                    | 28 сентября 1999 года | 200 000   | Владимир Таран, Алексей Харук                                          |
| № 265 (Mi #325)                                                                                 |             | Серія «Гетьмани України»: гетьман Іван Виговський. с укр. — «Серия «Гетманы Украины»: - Иван Выговский». | 0,30 гривны                     | 20 ноября 1999 года   | 200 000   | Юрий Логвин                                                            |
| № 266 (Mi #343)                                                                                 |             | Серія «Гетьмани України»: гетьман Павло Полуботок. с укр. — «Серия «Гетманы Украины»: - Павел Полуботок». | 0,30 гривны                     | 22 декабря 1999 года  | 200 000   | Юрий Логвин                                                            |
| № 267 (Mi #326)                                                                                 |             | Різдво. с укр. — «Рождество». | 0,30 гривны                     | 26 ноября 1999 года   | 200 000   | Т. Пошук                                                               |
| № 268 (Mi #327)                                                                                 |             | Різдво Христове. с укр. — «Рождество Христово». | 0,60 гривны                     | 26 ноября 1999 года   | 200 000   | А. Жаривский, В. Сава                                                  |
| № 269 (Mi #328) № 270 (Mi #329) № 271 (Mi #330)                                                 |             | Блок «Дитячі малюнки»: «Моя мрія» Іван Ковалевський, 11 років; «Рожевий слон» Іван Чуєв, 8 років; «У пошуках цікавого» Дмитро Вержбицький, 11 років. с укр. — «Блок «Детские рисунки»: - «Моя мечта» (Иван Ковалевский, 11 лет) - «Розовый слон» (Иван Чуев, 8 лет) - «В поисках интересного» (Дмитрий Вержбицкий, 11 лет)». | 0,10 гривны                     | 30 ноября 1999 года   | 100 000   | Наталия Гожа                                                           |
| № 272 (Mi #331) № 273 (Mi #332) № 274 (Mi #333)                                                 |             | Зчіпка «Фауна України»: Хохуля звичайна; Сип білоголовий; Жук-олень. с укр. — «Сцепка «Фауна Украины»: - Выхухоль обыкновенная (Desmana moschata) - Сип белоголовый (Gyps fulfus) - Жук-олень (Lucanus cervus)». | 0,40 0,60 0,40 гривны           | 9 декабря 1999 года   | 200 000   | Геннадий Кузнецов                                                      |
| № 275 (Mi #334)                                                                                 |             | «Церква св. Андрія Первозванного в Києві» з купоном. с укр. — ««Церковь святого Андрея Первозванного в Киеве» с купоном». | 0,60 гривны                     | 12 декабря 1999 года  | 200 000   | Александр Кошель                                                       |
| № 276 (Mi #335) № 277 (Mi #336) № 278 (Mi #337) № 279 (Mi #338) № 280 (Mi #339)                 |             | Блок «Гриби»: Опеньки; Свинухи; Гливи; Лисички; Печериці. с укр. — «Блок «Грибы»: - Опята (Armillariella mellea) - Свинушки (Paxillus atrotomentosus) - Вёшенки (Pleurotus ostreatus) - Лисички (Cantharellus cibarius) - Шампиньоны (Agaricus campester)». | 0,30 0,40 0,60 гривны           | 15 декабря 1999 года  | 50 000    | Катерина Штанко                                                        |
| № 281 (Mi #340) № 282 (Mi #341)                                                                 |             | Зчіпка «Автомобілі України»: КРАЗ-65032; Таврія Нова. с укр. — «Сцепка «Автомобили Украины»: - КрАЗ-65032 - Таврия Нова». | 0,30 гривны                     | 18 декабря 1999 года  | 200 000   | М. Москаленко                                                          |
| № 283 (Mi #342)                                                                                 |             | З новим 2000 роком' з купоном. с укр. — ««С Новым 2000 годом!» с купоном». | 0,50 гривны                     | 18 декабря 1999 года  | 200 000   | Катерина Штанко                                                        |
| № 284 (Mi #344) № 285 (Mi #345)                                                                 |             | Зчіпка «Марія Примаченко», дві марки з купоном: «Гороховий звір»; «Дикий кабан». с укр. — «Сцепка «Мария Примаченко», две марки с купоном: - Гороховый зверь - Дикий кабан». | 0,30 гривны                     | 22 декабря 1999 года  | 200 000   | по рис. Марии Примаченко (оформление Наталия Гожа)                     |
| № 286 (Mi #346)                                                                                 |             | Славетні жінки України. Галшка Гулевичівна. с укр. — «Серия «Знаменитые женщины Украины»: - Галшка Гулевичевна». | 0,30 гривны                     | 25 декабря 1999 года  | 200 000   | Алексей Штанко                                                         |
| № 287 (Mi #347) № 288 (Mi #348) № 289 (Mi #349) № 290 (Mi #350) № 291 (Mi #351) № 292 (Mi #352) |             | Блок «Зоогеографічний фонд України»: Карпатський біосферний заповідник; Поліський природний заповідник; Канівський природний заповідник; Регіональний ландшафтний парк «Трахтемирів»; Асканія-Нова; Карадазький природний заповідник. с укр. — «Блок «Зоогеографический фонд Украины»: - Карпатский биосферный заповедник - Полесский природный заповедник - Каневский природный заповедник - Региональный ландшафтный парк «Трахтемиров» - биосферный заповедник «Аскания Нова» - Карадагский природный заповедник». | 0,10 0,30 0,40 0,60 1,00 гривна | 28 декабря 1999 года  | 80 000    | Александр Кошель                                                       |

## Комментарии
1. ↑  Коммеморативные марки — обобщённое название специальных художественных (памятных, юбилейных и других) почтовых марок. Для упрощения терминологии в случаях, когда требуется лишь подчеркнуть, что данная марка не является общеупотребляемой (то есть стандартной), под термином «коммеморативная марка» подразумевают, кроме перечисленных выше, также тематические (рисунки которых, посвящены определённой теме коллекционирования) марки. Также все упомянутые марки, объединённые термином «коммеморативная», имеют общую черту: как правило, такие марки изготовляются на высоком полиграфическом уровне[3].
2. ↑  Ниже приведён перечень памятных художественных марок (с возможностью сортировки по номиналу, тиражу и дате введения в обращение).